# Escildingos
Escildingos (em inglês antigo: Scyldingas, sing. Scylding; em nórdico antigo: Skjöldungar, sing. Skjöldung), cujo significado era "Pessoas de Escildo/Escioldo", era uma família lendária de danos, sobretudo reis. Havia uma saga sobre a dinastia, a Saga dos Escildingos, que sobreviveu apenas num resumo latino de Arngrímur Jónsson.